# Ian Williams (żużlowiec)
Ian Williams (ur. 4 sierpnia 1931 w Port Talbot) – brytyjski żużlowiec pochodzenia walijskiego. 

## Życiorys

### Kariera sportowa
Największy sukces w karierze odniósł w 1957, awansując do finału indywidualnych mistrzostw świata na żużlu, w którym zajął XIV miejsce. W 1960 reprezentował Wielką Brytanię w turnieju eliminacyjnym drużynowych mistrzostw świata. W 1962 wystąpił w finałowych turniejach indywidualnych mistrzostw Wielkiej Brytanii, zajmując w końcowej klasyfikacji XV miejsce.
W lidze brytyjskiej startował w barwach klubu Swindon Robins (1952–1963). Złoty medalista drużynowych mistrzostw Wielkiej Brytanii (1957).

### Życie prywatne
Brat Freddiego Williamsa i Erika Williamsa, również żużlowców.